# Zelowan larva
Zelowan larva Murphy & Russell-Smith, 2010 è un ragno appartenente alla famiglia Gnaphosidae.

## Etimologia
Il nome della specie deriva dal latino larva, nel senso di mascheramento deforme, in riferimento all'aspetto dell'epigino femminile visto ventralmente.

## Caratteristiche
L'olotipo femminile rinvenuto ha lunghezza totale è di 3,75mm; la lunghezza del cefalotorace è di 1,38mm; e la larghezza è di 1,00mm.

## Distribuzione
La specie è stata reperita nel Congo orientale: l'olotipo femminile è stato rinvenuto sul monte Lubwe, a sudest di Butembo, appartenente alla provincia del Kivu Nord.

## Tassonomia
Al 2016 non sono note sottospecie e dal 2010 non sono stati esaminati nuovi esemplari.